# Zweibrücken-Bitsch
Die Grafschaft Zweibrücken-Bitsch war ein zwischen 1286 und 1302 aus dem südlichen Teil der alten Grafschaft Zweibrücken und der von Lothringen eingetauschten Herrschaft Bitsch hervorgegangenes Territorium des Heiligen Römischen Reiches Deutscher Nation, das bis 1570 bestand und nach dem Aussterben der Grafen unter den Erben aufgeteilt wurde.

## Geschichte

### Mittelalter
Bei der Teilung der Zweibrücker Lande unter den Söhnen des Grafen Heinrich II. von Zweibrücken kam nach 1286 das Amt Lemberg mit der gleichnamigen Burg an den älteren Sohn Eberhard I. Zu seinem Teil gehörten auch Morsberg, Linder und Saargemünd. 1297 tauschte er diese drei Burgen mit Herzog Friedrich III. von Lothringen und erhielt dafür Burg und Herrschaft Bitsch zu Lehen. Der Gebietstausch wurde 1302 noch weiter präzisiert. Eberhard und seine Nachkommen nannten sich fortan Grafen von Zweibrücken und Herren zu Bitsch.
Weitere Gebietsteile wurden zunächst von Eberhard I. und seinem jüngeren Bruder Walram I., der das Amt Zweibrücken erhalten hatte, und sich Graf von Zweibrücken nannte, gemeinsam verwaltet und erst 1333 endgültig zwischen den beiderseitigen Erben geteilt. An Walrams Erben fielen 1333 Burg Stauf, Bergzabern sowie Stadt und Kloster Hornbach. An Eberhards Erben kamen Thaleischweiler, Pirmasens sowie Anteile an den Burgen Landeck und Lindelbronn.
In der Folgezeit gelang es den Bitscher Grafen nur in geringem Umfang, weiteren Besitz zu erwerben. Beim Aussterben der Zweibrücker Vettern 1394 fielen ihnen zwar Stücke aus der Erbmasse zu, nämlich Burgaltdorf, Hattweiler, Medelsheim, Landstuhl und Drachenfels, die sie von Kurfürst Ruprecht II. zu Lehen nehmen mussten, jedoch nicht der Hauptteil der Grafschaft Zweibrücken mit Zweibrücken, Hornbach und Bergzabern, weil der letzte Graf von Zweibrücken 1385 diese drei Städte an die Pfalzgrafschaft bei Rhein verkauft hatte, und auch nicht die Burg Stauf, weil der letzte Graf von Zweibrücken auch diese bereits verkauft hatte.

### Frühe Neuzeit
Simon IV. Wecker von Zweibrücken-Bitsch heiratete Elisabeth von Lichtenberg (1444–1495), Tochter von Ludwig V. von Lichtenberg. Ihre Schwester, Anna von Lichtenberg (* 1442; † 1474), heiratete 1458 den Grafen Philipp I. den Älteren von Hanau-Babenhausen (* 1417; † 1480). Da sonst keine männlichen Mitglieder der Familie von Lichtenberg mehr lebten, waren die beiden und ihre Nachkommen Erben, als 1480 Jakob von Lichtenberg starb. Dessen Nachlass wurde zwischen beiden Familien geteilt. Dabei erhielt Zweibrücken-Bitsch die Ämter
- Ingweiler,
- Offendorf und
- Wörth,

sowie hälftig Anteil an den nachfolgenden Ämtern, die so Kondominate gemeinsam mit der Grafschaft Hanau-Lichtenberg wurden:
- Brumath und
- Willstätt

Diese unvollständig vollzogene Realteilung führte zu einem Dauerkonflikt zwischen den Häusern Hanau-Lichtenberg und Zweibrücken-Bitsch. Die Lage war so verfahren, dass ein schließlich von Kaiser Maximilian I. 1513 vermitteltes Schiedsabkommen neun Jahre zur Umsetzung seiner Entscheidung benötigte: Erst im Herbst 1522 einigten sich die Parteien endgültig darauf, dass das Amt Brumath ganz zu Zweibrücken-Bitsch, das Amt Willstätt ganz zur Grafschaft Hanau-Lichtenberg kam.
Im 16. Jahrhundert gelang Graf Jakob ein letztes Mal eine deutliche Machtkonzentration im nördlichen Elsass bzw. in der südlichen Pfalz: 1559 gelangte er in den Besitz der Herrschaft Ochsenstein, weil die seit 1485 bestehende Seitenlinie Zweibrücken-Bitsch-Ochsenstein ausstarb. Da aber sowohl Jakob als auch sein schon 1540 verstorbener Bruder Simon V. Wecker nur jeweils eine Tochter hinterlassen hatten, entspann sich 1570, nach Jakobs Tod, ein Streit zwischen den Ehemännern der beiden Cousinen, Graf Philipp I. von Leiningen-Westerburg und Graf Philipp V. von Hanau-Lichtenberg. Zwar konnte Philipp V. von Hanau-Lichtenberg sich gegen Philipp I. durchsetzen, machte sich aber durch die sofortige Einführung der Reformation mit dem lutherischen Bekenntnis das mächtige, streng römisch-katholische Herzogtum Lothringen (unter Herzog Karl III.) zum Feind, welches die Lehnshoheit über Bitsch besaß. Im Juli 1572 besetzten lothringische Truppen die Grafschaft. Da Philipp V. der lothringischen Übermacht nicht gewachsen war, wählte er den Rechtsweg. Beim anschließenden Prozess vor dem Reichskammergericht konnte sich Lothringen aber sowohl auf den Tauschvertrag von 1302 als auch darauf berufen, dass es 1573 die Erbansprüche des Leininger Grafen per Kaufvertrag erworben hatte.
Im Jahre 1604 kam es zu einer vertraglichen Regelung zwischen Hanau-Lichtenberg und Lothringen. Dabei kam das Amt Lemberg an die Grafschaft Hanau-Lichtenberg, das Amt Bitsch an das Herzogtum Lothringen.

## Liste der Grafen von Zweibrücken-Bitsch
- 1297–1321: Eberhard I., Sohn Heinrichs II. von Zweibrücken
- 1321–1355: Simon I. ⚭ Agnes von Lichtenberg

regiert zunächst gemeinsam mit seinem Bruder Eberhard II.
- 1355–1400: Johannes (Hanemann) I.

regiert zunächst gemeinsam mit seinem Bruder Simon II. Wecker († 1397)
- 1400–1418: Johannes (Hanemann) II.

regiert zunächst gemeinsam mit seinem Bruder Simon III. Wecker († 1407)
- 1418–1474: Friedrich

sein Bruder Heinrich I. heiratet Kunigunde von Ochsenstein und begründet die Nebenlinie Zweibrücken-Bitsch-Ochsenstein
- 1474–1499: Simon IV. Wecker ⚭ Elisabeth von Lichtenberg, Erbtochter
- 1499–1532: Reinhard, Herr von Lichtenberg und Bitsch, Graf von Zweibrücken ⚭ Anna von Dhaun, Tochter des Johann VI., Wild-Rheingraf zu Dhaun und Kirburg (* 1470; † 25. Dezember 1499) und der Johanna von Salm; haben fünf Kinder:
  - Simon V. Wecker, folgt ihm nach
  - Wilhelm (* 8. Dezember 1507)
  - Elisabeth ⚭ 1523 Johann Ludwig I. von Sulz
  - Jakob (* 19. Juli 1510) ⚭ Katharina von Honstein-Klettenberg
  - Johanna (* 10. Juni 1517) ⚭ Konrad V. von Tübingen-Lichteneck
- 1532–1540: Simon V. Wecker (* 28. August 1505; † 28. Oktober 1540) ⚭ Barbara von Dun

hat zwei Töchter, Esther († 1542) und Amalie (* 1537; † 1577, ⚭ 1551 Philipp I. von Leiningen-Westerburg); es folgt deswegen sein Bruder
- 1540–1570: Jakob (* 19. Juli 1510; † 22. März 1570, bestattet in Stürzelbronn)

hat einen Sohn, Johann Friederich (* 1537; † 22. August 1538), und eine Tochter, Ludovica Margaretha von Zweibrücken-Bitsch (* 1540; † 1569), ⚭ Graf Philipp V. von Hanau-Lichtenberg

## Wappen
Blasonierung: In Gold ein blaubewehrter und -bezungter roter Löwe.